# یواس‌اس سسیل (ای‌پی‌ای-۹۶)
یواس‌اس سسیل (ای‌پی‌ای-۹۶) (به انگلیسی: USS Cecil (APA-96)) یک کشتی بود که طول آن ۴۹۲ فوت (۱۵۰ متر) بود. این کشتی در سال ۱۹۴۳ ساخته شد.